# Rivière-Saas-et-Gourby
Rivière-Saas-et-Gourby é uma comuna francesa na região administrativa da Nova Aquitânia, no departamento Landes. Estende-se por uma área de 26,97 km². Em 2010 a comuna tinha 1 253 habitantes (densidade: 46,5 hab./km²).